# سعید نفیسی
سعید نفیسی (زاده ۱۸ خرداد ۱۲۷۴ در کرمان – درگذشته ۲۳ آبان ۱۳۴۵ در تهران) زبان‌شناس، پژوهشگر ادبیات فارسی، تاریخ‌نگار، نویسنده، مترجم و شاعر ایرانی بود.
او جزو نسل اول استادان دانشکده حقوق و دانشکده ادبیات دانشگاه تهران بود.

## زندگی
سعید نفیسی در ۱۸ خرداد ۱۲۷۴ خورشیدی در کرمان زاده شد. او فرزند میرزا علی‌اکبر ناظم‌الاطبا (معروف به ناظم‌الاطباء کرمانی) و از نوادگان حکیم نفیس بن عوض کرمانی (طبیب نامدار ایران در قرن نهم هجری) و برادر علی‌اصغر نفیسی ملقب به مودب‌الدوله بود. حبیب نفیسی برادرزاده اوست.

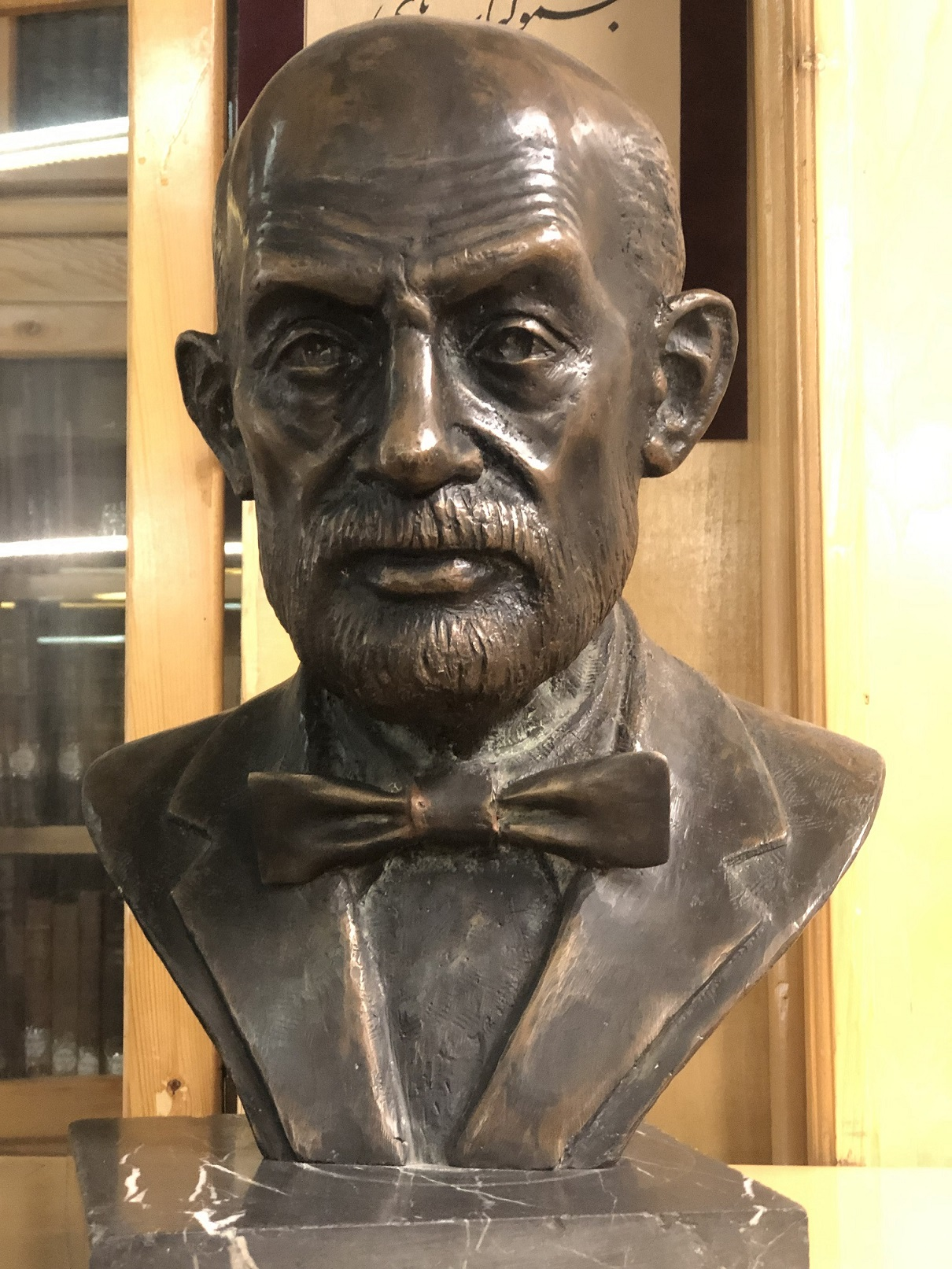

## تحصیلات
تحصیلات سه سالهٔ ابتدایی را در مدرسهٔ شرف، یکی از نخستین مدارس جدید که پدرش تأسیس کرده بود، گذراند و تحصیلات متوسطه را در مدرسهٔ علمیه، تنها مدرسه‌ای که دورهٔ متوسطه داشت، در بهار ۱۲۸۸ در تهران به پایان رساند. پانزده ساله بود که برادر بزرگترش اکبر مؤدب نفیسی او را برای ادامهٔ تحصیل به اروپا برد. نفیسی تحصیلات خود را در شهر نوشاتل سوئیس و دانشگاه پاریس انجام داد و در سال ۱۲۹۷ به ایران بازگشت. ابتدا در دبیرستان‌های تهران و دبیرستان ادب اصفهان به تدریس زبان فرانسه پرداخت و بعد در وزارت فواید عامه مشغول کار شد. در سال ۱۲۹۷ به گروه نویسندگان مجله دانشکده پیوست و در یک سال فعالیت این مجله با محمدتقی بهار همکاری داشت.

## تدریس
در سال ۱۳۰۸ خورشیدی به خدمت وزارت فرهنگ درآمد و علاوه بر تدریس زبان فرانسه در دبیرستان‌ها، به کار آموزش در مدارس علوم سیاسی، دارالفنون، مدرسه عالی تجارت و مدرسه صنعتی پرداخت. در سال‌های بعد به تدریس در دانشکده‌های حقوق و ادبیات پرداخت و به عضویت فرهنگستان ایران درآمد.
وی از آغاز بنیانِ دانشگاه تهران در جایگاه استاد دانشکدهٔ حقوق و پس از آن، به استادی دانشکدهٔ ادبیات برگزیده شد. نفیسی از هموندان پیوستهٔ فرهنگستان بود و چندی در دانشگاه‌های کابل و شهرهایی چون دهلی، کلکته، دانشگاه‌های قاهره و بیروت به آموزش پرداخت.

## علاقمندی به تاریخ و ادبیات ایران
علاقمندی نفیسی به تاریخ و ادبیات ایران، باعث شده بود تا آثار تازه و پژوهشی پدیدآورد و تعداد بسیاری از متن‌های منثور و منظوم فارسی را به شیوه‌ای علمی منتشر کند و از گمنامی بیرون آورد.
کتابخانه شخصی و کم‌مانندی که به مرور زمان فراهم ساخته بود به او این امکان را می‌داد که به مهم‌ترین مآخذ تاریخی و ادبی دسترسی داشته باشد. صادق رضازاده شفق دربارهٔ سعید نفیسی می‌نویسد:
«من در تمام مدت شناسایی او حیران کار و کوشش او بودم. می‌توانم بگویم که در همه عمر مردی در کتاب‌دوستی و مطالعه و فراوان‌نویسی و کنجکاوی ادبی مانند او ندیدم… در عین فراوان‌نویسی تندنویس هم بود و اگر قلم برمی‌داشت، مدتی نگذشته مقاله‌ای وافی و مطالبی کافی به رشته تحریر می‌کشید… در هر صورت این‌گونه ثمربخشی حیرت‌آور از نفیسی عجب نیست و در این کار هیچ‌یک از نویسندگان و مؤلفان زمان ما به پایه او نمی‌رسد و باید او را از حیث تعداد آثار با امثال یاقوت حموی یا ابوعلی سینا یا غزالی، و از متأخرین با مؤلف ناسخ‌التواریخ مقایسه کرد… تندنویسی او خود استعداد نادری بود که من در همه عمر بر او ثانی ندیدم. قلم در لای انگشتان باریک او ساز سیال و سیار و منبع فیاضی بود که ایست نداشت و اگر آغاز به نوشتن می‌کرد ساعتی نمی‌گذشت که ستون‌ها و صحیفه‌هایی مشحون از عبارات شایان و فارسی استوار روان روی میز تحریر پخش می‌گشت و شخص آنچه را که سحر قلم عنوان داده‌اند، به چشم می‌دید.»

## روش نویسندگی
وی از بنیان‌گذاران مکتب نثر دانشگاهی است؛ که از جمله ویژگی این نثر پیراستگی عبارات در لفظ و معنا بوده، به‌طوری‌که نویسنده می‌کوشید، اندیشه‌های خود را چنان ساده بیان کند که عبارات او از هر گونه پیچیدگی دور مانده و ضمن دوری کردن از عناصر ادبی، از استحکام دستوری بهره بگیرد.
مئیرعزری در بخش بیست و یکم از جلد اول کتاب «یادنامه» پس از شرح کامل دیدار سعید نفیسی به‌عنوان یکی از اولین ایرانیانی که اسرائیل دیدن کرد، می‌نویسد: «... نفیسی از خانواده‌های سرشناس ایرانی بوده که به‌گفته‌ای ریشه یهودی داشته‌اند، برادرش پزشک ویژه شاه بود… درخواستم را به دیدار از اسرائیل به‌آسانی و با خوشرویی پذیرفت… بازدید پربار نفیسی از اسرائیل گوشه‌های گوناگونی را دربر گرفت… نفیسی در این سفر با رئیس‌جمهور اسرائیل نیز دیدار نمود… از اینکه به خاک پاک گام نهاده سرخوش بود و می‌گفت: ما به‌دنبال بزرگان جهان مانند نیاکان ملت یهود؛ داود، سلیمان، مسیح و همه خوبان آفرینش به این سرزمین پا نهاده‌ایم. نکته‌های پاکی در هر گوشه از این خاک بی تا به چشم می‌خورد. شاید از همین روست هر که به این سرزمین آمده، خواسته از بند تن برهد و از چارچوب‌های وابستگی آزاد گردد… در نوشته‌ای اسرائیل را سرزمین تورات و خانه پاک یهود خواند، ریشه پیروزی‌ها و پیشرفت‌های نوین مردم اسرائیل را جوشیده از همان چشمه نامید… (کتاب یادنامه، بخش ۲۱، جلد ۱).

## شخصیت و خُلقیات
به گفتهٔ عبدالحسین زرین کوب، نفیسی شخصیتی چند بعدی داشت: مورخ، محقق، ادیب، منتقد، نویسنده، مترجم، زبانشناس، روزنامه‌نگار.
همسرش پری‌مرز نفیسی می‌گوید:
«نفیسی واقعاً عاشق کتاب بود. او مصرف مفید و به جای پول را فقط در خریدن کتاب می‌دانست؛ به‌طوری‌که ضروری‌ترین احتیاجات شخصی خود را در این راه صرف می‌کرد. می‌گویند در مدرسه شاگرد زیاد منظمی نبود، ولی هوش و حافظه‌اش عالی بود. مطالعه را از همان اوایل جوانی دوست داشت. عقیده داشت کتاب باید چاپ شود و به دست مردم برسد. کتاب را نباید حبس کرد و جلوی پیشرفت فکری مردم را گرفت. باید وسیله به‌دست مردم داد تا هر کس هر قدر مایل است، مطالعه کند، و روشن‌بین و روشنفکر شود و این مسئله را یک قدم اساسی برای پیشرفت جامعه و به خصوص جوانان می‌دانست. هیچ وقت با هیچ ناشری درگرفتن حق تألیف سخت نمی‌گرفت. سعید نفیسی در جمع‌آوری کتاب حریص بود، هر نوع کتاب و نوشته و مجله، مربوط یا نامربوط به رشته‌های تخصصی خود جمع می‌کرد. حدود پنجاه سال از دوران زندگی را صرف این کار کرد. شاید بهترین مجموعه کتاب‌های روسی دربارهٔ ایران از آنِ او باشد. او توانسته بود به‌مناسبتِ مسافرت‌های متعددی که به شوروی رفته بود، در طول چهل سال آخر زندگی‌اش اکثر آثار روسی دربارهٔ ایران را گردآوری کند. نفیسی مردی بود پاکدل و خوشرو. وقتی از کسی می‌رنجید، رودرروی از او گِله می‌کرد. اگر چه در نویسندگی بی‌پروا بود و گاه نوشته‌هایش موجب رنجش دوستان می‌گردید، چون نیتی پاک داشت، خیلی زود با دوستانِ آزرده، صفا می‌کرد. تند برمی‌آشفت و تندتر از آن آرام می‌گرفت. نفیسی صاحب صفات برجسته‌ای بود که مجموع آن‌ها کمتر در فردی یافت می‌شد.»

## ماجرای اتهام سرقت و محاکمه نفیسی
عبدالحسین حائری در شرح ماجرای سرقت کتاب‌های نفیس از کتابخانه مجلس شورای ملی می‌گوید:
«حدود یک سال پس از این ماجرا، شبی در منزل امام جمعه زنجان با یکی از شخصیت‌های مجلس که با رئیس مجلس آشنایی داشت، برخورد کردم و ایشان از من دعوت کرد که به کتابخانه مجلس بروم، من هم قبول کردم و مدتی در آنجا مشغول تدریس شدم و چند نفر از اعضای کتابخانه در کلاس درس حضور پیدا کردند.

در این ایام گزارش کرده بودند که چندین کتاب از کتابخانه به سرقت رفته‌است و از اتهام‌ها چنین برمی‌آمد که گویا این کار توسط آقای سعید نفیسی انجام شده بود. 

این امر موجب گردید تا دادسرای وقت، قسمت کتاب‌های خطی را مهر و موم کند و به هیچ‌کس اجازه ندهد، به کتاب‌ها دست بزند. تا آن زمان مسئولین وقت هیچ اعتمادی به نفیسی نداشتند، از این رو به من پیشنهاد کردند که مسئولیت معرفی نسخه‌های خطی را بر عهده بگیرم و آن را انجام دهم و به این ترتیب مهر و موم‌ها را برداشتند و با من قراردادی بستند که در ازای هر کتابی که معرفی می‌کنم پنج تومان بگیرم.»

حائری با اشاره به شیوه سرقت ۷۸ کتاب از کتابخانه توسط سعید نفیسی می‌نویسد:
«چنان‌که اشاره شد هیچ‌کس حق ورود به مخزن را نداشت، و حتی کارکنان داخلی هم نمی‌توانستند با کیف و چمدان به آنجا وارد شوند. اما در مورد آقای نفیسی یک استثنا وجود داشت، یعنی ایشان به راحتی با چمدان به داخل مخزن رفت و آمد می‌کرد. در آن زمان یک نفر کتابدار متعهد و متدین در اینجا کار می‌کرد که وقتی من به اینجا آمدم، ایشان هنوز مشغول کار بود. یک روز این شخص متوجه شد بعضی از کتاب‌ها در جاهایی بریدگی و پاره‌شدگی دارد و برخی جلدها با خود کتاب منطبق نیست، به این جهت موضوع را به رئیس کتابخانه گزارش می‌دهد. 

بعد از طی تشریفات قانونی، مأمورین به خانه ایشان می‌روند و حدود ۷۸ کتاب را که ایشان مخفیانه از کتابخانه خارج کرده بود، می‌یابند و به کتابخانه عودت می‌دهند.

تقریباً تمام کتاب‌هایی را که آقای نفیسی به خانه برده بود، از آثار منحصر به فرد و متون کهن فارسی بود. 

نحوهٔ عملکرد ایشان هم این‌طور بوده که وقتی کتابی را به خانه می‌برد، جلد آن را عوض می‌کرد و درون آن کتاب دیگری را تعبیه می‌کرد و دوباره آن را به جای اولش بازمی‌گرداند.»

## مسئولیت‌ها

### مناصب دانشگاهی
- استاد ادبیات دانشگاه تهران
- استاد حقوق دانشگاه تهران
- استاد کرسی تاریخ بعد از اسلام دانشگاه تهران
- استاد منابع تاریخ ایران در مؤسسه مطالعات و تحقیقات تاریخی
- استاد تاریخ ادبیات ایران در دانشگاه قاهره
- مؤسس شعبه ادبیات فارسی دانشگاه علیگره هندوستان
- رئیس کتابخانه مجلس شورای ملی[۱۹]

### مناصب دولتی
- عضو پیوسته فرهنگستان علوم
- نماینده دولت ایران در کمیته فنی وحدت نام‌های جغرافیایی سازمان ملل متحد
- عضویت هیئت رئیسه «بیست و پنجمین کنگره خاورشناسان» در مسکو
- نمایندگی ایران در مراسم «هزاره فردوسی» در اتحاد جماهیر شوروی
- عضویت «شورای فرهنگی»
- عضویت هیئت امنای کتابخانه پهلوی
- ریاست اداره استخدام وزارت فلاحت
- ریاست مدرسه عالی تجارت

### مناصب مطبوعاتی
- سر دبیر مجله دولتی «فلاحت و تجارت»
- سردبیری مجله ادبی پرتو
- سردبیری مجله وطن
- مؤسس روزنامه امید «عهد انقلاب» (با همکاری میرزا آقاخان فریور) در سال ۱۳۰۲
- مدیر مجله شرق (در سال ۱۳۰۳)
- مدیر قسمت ادبی ژورنال دو تهران «مؤسسه اطلاعات»

## جوایز
- نشان درجه اول علمی
- نشان سپاس درجه اول
- جایزه سلطنتی دربار ایران ۱۳۳۸ (برای ترجمه آرزوهای بر باد رفته اثر بالزاک)
- نشان لژیون دونور فرانسه (به خاطر سال‌ها پژوهش و کوشش در باب زبان و ادبیات فرانسه و تألیف نخستین فرهنگ لغات فرانسه به فارسی)
- نشان مخصوص واتیکان (برای کتاب مسیحیت در ایران)
- عضویت آکادمی علوم فرانسه و نشان Palmes Acdemiques
- نشان علمی افغانستان
- جایزه بهترین کتاب سال

### تألیف‌های ادبی
1. آخرین یادگار نادر شاه (نمایش‌نامه) ۱۳۰۶ (چاپهای دیگر هم دارد)
2. فرنگیس۱۳۱۰ (چاپ‌های دیگر هم دارد)
3. ستار گان سیاه (مجموعه داستان) ۱۳۱۷ (چاپ دیگر هم دارد)
4. ماه نخشب (مجموعه داستان) ۱۳۲۸ (چند چاپ دیگر دارد)
5. آتشهای نهفته (یا حساب‌ها درنیامد) ۱۳۳۰
6. نیمه راه بهشت (داستان) ۱۳۳۲ (چند چاپ دارد)
7. گلچینی از دیوان سعید نفیسی، ۱۳۳۳ (کتاب فروشی طهوری)
8. تاریخ معاصر ایران (۱۳۳۰)

### ادبیات اروپایی
- ۸- نمونه‌ای از آثار پوشکین۱۳۱۵.
- ۹- به یاد ماکسیم گورکی ۱۳۱۵.
- ۱۰- یادبود گریلف، ۱۳۲۳.
- ۱۱- افسانه‌های گریلف، ۱۳۲۳.
- ۱۲- پوشکین. ۱۳۲۵.
- ۱۳- نایب چاپارخانه، اثر پوشکین. ۱۳۲۶.
- ۱۴- عشق چگونه زایل شد و چند داستان دیگر. اثر لئو تولستوی. ۱۳۳۱.
- ۱۵- آدام متیسکیه ویچ (ترجمه) ۱۳۳۴.
- ۱۶- تاریخ ادبیات روسی، جلد اول ۱۳۳۴.
- ۱۷- ایلیاد، اثر همر (ترجمه) ۱۳۳۴ (چاپ دوم نیز دارد)
- ۱۸- پل و ویرژینی، اثر برناردن دوسن پیر. ۱۳۳۵ (ترجمه)
- ۱۹- زندگی و کار و هنر ماکسیم گورکی(با چند داستان دیگر) ۱۳۳۶.
- ۲۰- آرزوهای برباد رفته، اثرانوره دو بالزاک (ترجمه) ۱۳۳۷.
- ۲۱- ادیسه، اثر همر (ترجمه) ۱۳۳۷.

### متون فارسی
- ۲۲- رباعیات حکیم عمر خیام ۱۳۰۶ (چاپ۱۳۱۶)
- ۲۳- دو تقریر از خواجه عمر خیام. مندرج در مجله شرق. ۱۳۰۹.
- ۲۴- شاهنامه جلدهای ۷و۸و۹و۱۰. چاپ۱۳۱۰.
- ۲۵- شاهنامه جلد اول. چاپ خاور. ۱۳۱۰.
- ۲۶- رباعیات باباافضل کاشانی((افضل الدین کاشانی)) ۱۳۱۱.
- ۲۷- پندنامه انوشیروان از بدایعی بلخی. ۱۳۱۲.
- ۲۸- نصیحت نامه (قابوسنامه) ۱۳۱۲ (چاپ دیگر هم دارد).
- ۲۹- سام‌نامه، خواجوی کرمانی، ۱۳۱۶
- ۳۰- سیرالعباد الی المعاد، سنایی غزنوی، ۱۳۱۶
- ۳۱- تاریخ گیتی گشاتالیفمیرزا محمد صادق موسوی بادو ذیل تألیف عبدالکریم شریف و آقا محمد رضا شیرازی ۱۳۱۷.
- ۳۲- دیوان مقطعات و رباعیات ابن یمین ۱۳۱۸.
- ۳۳- دیوان لامعی گرگانی، ۱۳۱۹
- ۳۴- تاریخ مسعودی (معروف به تاریخ بیهقی)، سه جلد، ۱۳۱۹–۱۳۳۲
- ۳۵- دیوان قصاید و غزلیات عطار نیشابوری، ۱۳۱۹(دو چاپ بعد هم دارد)
- ۳۶- دیوان قصاید و غزلیات معین الدین جنید شیرازی ۱۳۲۰
- ۳۷- منتخب قابوسنامه، وزارت فرهنگ ۱۳۲۰.
- ۳۸- رساله مجدیه، نوشته مجدالملک سینکی. ۱۳۲۱
- ۳۹- رساله فریدون بن احمد سپهسالار در احوال جلال الدین مولوی ۱۳۲۵
- ۴۰- مواهب الهی (درتاریخ آل مظفر) تألیف معین الدین یزدی جلد اول ۱۳۲۶.
- ۴۱- گشایش و رهایش، تألیف ناصر خسرو، بمبئی ۱۳۲۸ (چاپ دوم دارد).
- ۴۲- رساله صاحبیه، مندرج در فرهنگ ایران زمین. ۱۳۳۲.
- ۴۳- رساله روحی انارجانی، مندرج در فرهنگ ایران زمین. ۱۳۳۲.
- ۴۴-زین‌الخبارتألیف ابوسعیدعبدالحی گَردیزی(شامل تاریخ ساسانیان تا پایان دوره صفاری)، ۱۳۳۳
- ۴۵- سخنان منظوم ابوسعید، ۱۳۳۴.
- ۴۶- مقامات عبدالخالق غجدوانیوعارف ریوگری، مندرج در فرهنگ ایران زمین، ۱۳۳۵.
- ۴۷- کلیات عراقی،۱۳۳۵.
- ۴۸- لباب الباب، ۱۳۳۵.
- ۴۹- دیوان ازرقی هروی، ۱۳۳۶.
- ۵۰- دستورالوزرا، خواندمیر، ۱۳۳۷.
- ۵۱- دیوان قاسم انوار،۱۳۳۷ (چند بار چاپ)
- ۵۲- دیوان هلالی جُغَتایی، ۱۳۳۷.
- ۵۳- دیوان انوری، ۱۳۳۷.
- ۵۴- دیوان قصاید و غزلیات نظامی گنجوی ۱۳۳۸.
- ۵۵- دیوان رشیدوطواط، ۱۳۳۹.
- ۵۶- دیوان عَمعَق بخارایی، ۱۳۳۹.
- ۵۷- فتوت نامه ناصری. مندرج در فرهنگ ایران زمین ۱۳۳۹.
- ۵۸- دیوان اوحدی مراغه‌ای،۱۳۴۰.
- ۵۹- گلستان سعدی شیرازی ۱۳۴۰.

### تحقیق در ادبیات فارسی و ایران
- ۶۰- احوال و منتخب اشعار خواجوی کرمانی، ۱۳۰۷.
- ۶۱- مجدالدین همگرشیرازی ۱۳۱۴.
- ۶۲- احوال و اشعار رودکی، سه جلد ۱۳۰۹–۱۳۱۹(چاپ دوم در یک جلد و با تغییرات)
- ۶۳- نظامی در اروپا. ۱۳۱۴.
- ۶۴- آثار گمشده ابوالفضل بیهقی، ۱۳۱۵.
- ۶۵- احوال و اشعار فارسی شیخ بهایی ۱۳۱۶.
- ۶۶- سخنان سعدی دربارهٔ خودش، ۱۳۱۶.
- ۶۷- جستجو در احوال و اشعار فریدالدین عطارنیشابوری ۱۳۲۱
- ۶۸- در پیرامون احوال و اشعار حافظ ۱۳۲۱.
- ۶۹- شاهکارهای نثر معاصر فارسی. (دو جلد) ۱۳۳۰–۱۳۳۲ (چاپ دوم دارد).
- ۷۰- روزگار ابن سینا، ۱۳۳۱.
- ۷۱- زندگی و کار و اندیشه و روزگار پور سینا ۱۳۳۲.
- ۷۲-سرگذشت ابن سینا به قلم خود او ۱۳۳۲.
- ۷۳- (ترجمه جشن نامه ابن سینا ۱۳۳۲.
- ۷۴- ابن سینا در اروپا، ۱۳۳۳.
- ۷۵- تاریخ نظم و نثر ایران در زبان فارسی ، ۱۳۳۴ (دو جلد).
- ۷۶- در مکتب استاد (مباحث دستوری و املایی)، ۱۳۳۴.
- ۷۷- سرچشمه تصوف ۱۳۴۵.

### تاریخ ایران
- ۷۸- شیخ زاهد گیلانی، رشت. ۱۳۰۷.
- ۷۹- یزدگرد سوم ۱۳۱۲.
- ۸۰- مدرسه نظامیه بغداد، ۱۳۱۳.
- ۸۱- پیشرفتهای ایران در دوره پهلوی ۱۳۱۸.
- ۸۲- خاندان سعدالدین حمویه، مندرج در: کنجکاویهای علمی و ادبی، ۱۳۲۶
- ۸۳- درفش ایران و شیر و خورشید، ۱۳۲۸.
- ۸۴- تاریخ بیمارستانهای ایران ۱۳۲۹
- ۸۵- بابک خرم دین، دلاور آذربایجان ۱۳۳۳(چاپ دوم دارد).
- ۸۶- بحرین، حقوق ۱۷۰۰ساله ایران ۱۳۳۳.
- ۸۷- تاریخ اجتماعی قرون معاصر، ۱۳۳۴.
- ۸۸- تاریخ اجتماعی و سیاسی ایران در دوره معاصر، ۱۳۳۵–۱۳۳۴ (دوجلد)
- ۸۹- خاندان طاهریان، ۱۳۳۵.
- ۹۰- تاریخ اجتماعی ایران از انقراض ساسانیان تا انقراض امویان ۱۳۴۲.
- ۹۱- تاریخ اجتماعی دوران پیش از تاریخ و آغاز تاریخ، ۱۳۴۲.
- ۹۲- در پیرامون تاریخ بیهقی ۱۳۴۲ (دو جلد اول).
- ۹۳- مسیحیت در ایران، ۱۳۴۳.
- ۹۴- تاریخ تمدن ایران ساسانی، ۱۳۳۱–۱۳۴۴ (متن جلد اول با ضمیمه آن)
- ۹۵- تاریخ شهریاری رضا شاه پهلوی، ۱۳۴۴.

### لغت
- ۹۶- فرهنگ فرانسه فارسی، ۱۳۰۹–۱۳۱۰ (دو جلد).
- ۹۷- فرهنگ نامه پارسی، ۱۳۱۹ (جلد اول).
- ۹۸- فرهنگ نفیسی(فرنودسار) تألیف علی اکبرناظم الاطباء۱۳۱۸–۱۳۳۹ (۵جلد)
- ۹۹- فرهنگ فارسی جیبی. ۱۳۴۳.

### ترجمه تاریخ
- ۱۰۲-ابن خلدون و تیمور لنگ، تالیفوالتر فیشل. ترجمه با همکاری نوشین نفیسی ۱۳۳۹.
- ۱۰۳- تاریخ ترکیه، تألیف لاموش. ۱۳۱۶.

### آثار دیگر
- ۱۰۴- صنعت تخم نوغان ایران، تألیف ف. لافن. و ه ل. رابینو (ترجمه) ۱۲۹۸.
- ۱۰۵- هدیه دوستانه، ۱۳۰۴.
- ۱۰۶- پیشرفتهای فرهنگی در اتحاد جماهیر شوروی، ۱۳۲۳.
- ۱۰۷- سازمان آموزش عمومی در اتحاد جماهیر شوروی ۱۳۲۳.
- ۱۰۸- سرانجام آلمان (ترجمه) ۱۳۲۶.
- ۱۰۹- هفتاد سال زندگی، پنجاه سال خدمت به دانش (زندگی عبدالعظیم قریب) ۱۳۲۶.
- ۱۱۰- معالجه تازه برای حفض دندانهای طبیعی و دهان، تألیف گریگوریان.

مجلات
- ۱۱۱- مجله فلاحت و تجارت ۱۲۹۷–۱۲۹۹ (سه سال)
- ۱۱۲- امید (روزنامه) هفت شماره ۱۳۰۲.
- ۱۱۳- ماهنامه پیام نو(مجله ماهانه) دوازده شماره ۱۳۰۹–۱۳۱۰
- ۱۱۴- مجله شرق (مجله) سال اول دوازده شماره ۱۳۱۳.

### مقالات
مقالات نفیسی بسیار متعددو متفرق و در زمینه‌های متنوع است و از سال ۱۲۹۰ در جراید و مجلات ایران دیده شده‌است. گردآورده مقالات نفیسی در سه جلد با عنوان مقالات نفیسی، به کوشش مسعود عرفانیان و از سوی بنیاد موقوفات دکتر محمود افشار در سال ۱۳۹۷ به چاپ رسید.

### آثار چاپ نشده
در این باب مراجعه شود به مقاله «کتابخانه سعید نفیسی و نسخه‌های خطی او» مندرج در «یادنامه سعید نفیسی» چاپ دانشکده ادبیات و علوم انسانی در دانشگاه تهران (تهران، ۱۳۵۱) در این مقاله یکصد و شصت اثر به خط او که چاپ نشده مورد معرفی قرار گرفته‌است.

## دلیل مهاجرت به اروپا
نفیسی در سال‌های آخر عمر، وقتی متوجه شد که دستگاه دولتی حاضر به تحمل او نیست تصمیم به مهاجرت گرفت. او آپارتمانی در پاریس تهیه کرد و در آنجا با استفاده از گنجینهٔ ارزشمند کتاب‌های خطی یا چاپی فارسی که در کتابخانه ملی فرانسه وجود دارد، فعالیت‌های ادبی خود را ادامه دهد.
پیش از مهاجرت دانشگاه او را بازنشسته کرده بود و حتی به عنوان خرید خدمت حاضر نبود از او استفاده کند. مجله‌هایی مانند مجله ادبی سخن و مجله یغما که مقاله‌های او را چاپ می‌کردند، حاضر به پرداخت مبلغی در قبال آن نبودند. او با مؤسسات بزرگ ادبی آن زمان مانند بنیاد شاهنامه و بنیاد فرهنگ ایران نیز همکاری نداشت. ناشران خصوصی نیز نمی‌توانستند در برابر تصحیح کتاب‌هایی مانند تاریخ بیهقی و دیوان خواجوی کرمانی حق‌التألیف قابل توجهی به او بپردازند. سپید و سیاه هم که چندین سال از نوشته‌های نفیسی استفاده می‌کرد نیز روزهای سختی را می‌گذراند.
در سال ۱۳۴۵ نفیسی شروع به فروش کتاب‌هایش کرد. او قصد داشت آپارتمان کوچکی در نزدیکی کتابخانه ملی پاریس تهیه کند اما در آبان ماه همان سال و در هفتاد و یک سالگی درگذشت. پس از درگذشت او برایش در تهران تشییع جنازه‌ای رسمی ترتیب داده شد و پیکر او از مسجد سپهسالار تا آرامگاه او تشییع شد.

## مرگ
سعید نفیسی از بیماری آسم رنج می‌برد و سال‌های آخر عمر را در پاریس به‌سر برد. زمانی که برای شرکت در نخستین کنگرهٔ ایران‌شناسان به تهران آمده‌بود در ۲۳ آبان ۱۳۴۵ در تهران درگذشت. وی را در تهران در کنار قبر پدرش و در بقعه‌ای به نام آرامگاه سرقبر آقا (پایین‌تر از چهارراه مولوی) دفن کردند.